# Registro regionale delle organizzazioni di volontariato
Il Registro regionale delle associazioni di volontariato è previsto, nella legislazione nazionale italiana, dall'art. 6 della legge 11 agosto 1991, n. 266 (Legge quadro sul volontariato).
L'Agenzia delle Entrate mantiene un'anagrafe delle Onlus suddivisa per regione https://www.agenziaentrate.gov.it/portale/web/guest/schede/istanze/iscrizione-allanagrafe-onlus/nuovo-elenco-onlus
Le singole regioni hanno poi provveduto ad emanare leggi regionali per dare applicazione a tale legge quadro.

## Veneto
La regione Veneto ha regolato la materia con l'art. 4 della L. R. n. 40/93.
L'iscrizione al Registro regionale è riservato alle associazioni di volontariato come definite nella Legge 266/91 e deve essere rinnovata ogni tre anni (tenendo come riferimento la data della prima iscrizione).
Le associazioni, per essere iscritte nel Registro regionale del volontariato, devono rispettare i requisiti della L. 266/91, della L. R. 40/93 e devono inoltre, ai sensi di quanto precisato con la Deliberazione della Giunta regionale del Veneto del 29 dicembre 2009 n. 4314:
- svolgere l'attività in uno dei quattro ambiti individuati dalla Deliberazione stessa;
- avere la sede legale nel territorio regionale;
- avvalersi in modo determinante e prevalente delle prestazioni personali, spontanee e gratuite dei propri aderenti;
- svolgere prestazioni personali a favore di altri soggetti o di interessi collettivi;
- essere dotate di autonomia;
- essere liberamente costituite a fini di solidarietà;
- essere costituite e operanti nel territorio regionale da almeno sei mesi;
- non generare attraverso la denominazione possibili confusioni con altre strutture o enti.

L'iscrizione al Registro comporta l'accesso a determinati contributi e la possibilità di stipulare convenzioni con enti pubblici.
L'iscrizione comporta l'acquisizione dello status di ONLUS, solo dopo aver accertato che l'OdV non svolga attività commerciale, a eccezione di quella marginale prevista dal DM 25 maggio 1995, come precisato dall'art. 30 del D. L. 29 novembre 2008, n. 185. In ogni caso l'associazione, qualora sia conforme al D. Lgs 460/97, può acquisire lo status di ONLUS, attraverso il procedimento autonomo di iscrizione alla Anagrafe delle ONLUS presso la direzione Regionale delle Entrate.